# Царевский уезд
Царевский уезд (Ленинский уезд) — административная единица в составе Саратовской, Астраханской и Царицынской губерний Российской Империи и РСФСР, существовавшая в 1835—1928 годах. Уездный город — Царев (с 1919 года — село Ленинск).

## География
В составе Астраханской губернии уезд располагался в северо-западной части вдоль левого берега Волги.

## История
Царевский уезд был образован в 1835 году в составе Саратовской губернии. В 1851 году был передан в состав Астраханской губернии. В 1919 уезд вошёл в состав вновь образованной Царицынской губернии (с 1925 — Сталинградской), центр уезда перенесён в село Ленинск, а сам уезд переименован в Ленинский. Из северных волостей был образован Николаевский уезд.
В 1928 году все уезды Сталинградской губернии были упразднены, территория Ленинского уезда вошла в состав Ленинского района Сталинградского округа Нижне-Волжского края.

## Население
По данным переписи населения 1897 года численность населения уезда составляла 198 022, в том числе в городе Царев — 6977 чел.
В 1926 году — 165 826 чел.

### Национальный состав
Русские — 54,8 %, украинцы — 38,2 %; татары — 2,2 %, казахи — 2,2 %; немцы — 1,5 %.

## Административное деление
В 1913 году в уезде было 21 волость:
| - Балыклейская волость — с. Балыклейское, - Батаевская волость — с. Батаевка, - Быковская волость — с. Быково, - Верхне-Ахтубинская волость — с. Верхне-Ахтубинское, - Верхне-Погроминская волость — с Верхне-Погромное, - Владимировская волость — сл. Владимировка, - Заплавинская волость — с. Заплавное, - Калмыцко-Балкская волость — с. Калмыцкая Балка, - Капустиноярская волость — сл. Капустин Яр, - Кисловская волость — с. Кислово, - Колобовская волость — с. Колобовка, - Молчановская волость — с. Молчановка, | - Николаевская волость — сл. Николаевская, - Ново-Никольская волость — с. Ново-Никольское, - Полого-Займищенская волость — с. Пологое Займище, - Пришибинская волость — с. Пришиб, - Рахинская волость — с. Рахинка, - Слободская волость — с. Слободка, - Солодовская волость — с. Солодовка, - Средне-Ахтубинская волость — с. Средне-Ахтубинское, - Средне-Погроминская волость — с. Средне-Погромное. |

В 1926 году волостей было 8:
- Владимировская волость — сл. Владимировка,
- Житкурская волость — c. Житкур,
- Заплавинская волость — с. Заплавное,
- Капустино-Ярская волость — сл. Капустин Яр,
- Ленинская волость (Царевский уезд) — с. Ленинск,
- Рахинская волость — с. Рахинка,
- Средне-Ахтубинская волость — с. Средняя Ахтуба,
- Царевская волость (Царевский уезд) — с. Царев.

## Известные уроженцы
- Александр Михайлович Числов (1915—2009) — советский лётчик, Герой Советского Союза